# Istoria Poloniei (1795-1918)
În 1795, a treia și ultima împărțire a Poloniei a încheiat existența Comunității polono-lituaniene. Cu toate acestea, speranțele pentru restaurarea independenței poloneze s-au menținut de-a lungul secolului al XIX-lea prin evenimentele din interiorul și exteriorul teritoriilor poloneze. Localizarea Poloniei față de Europa de Nord a devenit deosebit de importantă într-o perioadă când vecinii săi care doreau să se extindă, Regatul Prusiei și Rusia țaristă, au fost intens implicați în rivalități și alianțe, când a început modernizarea națiunilor europene pe întregul continent.

## Perioada lui Napoleon

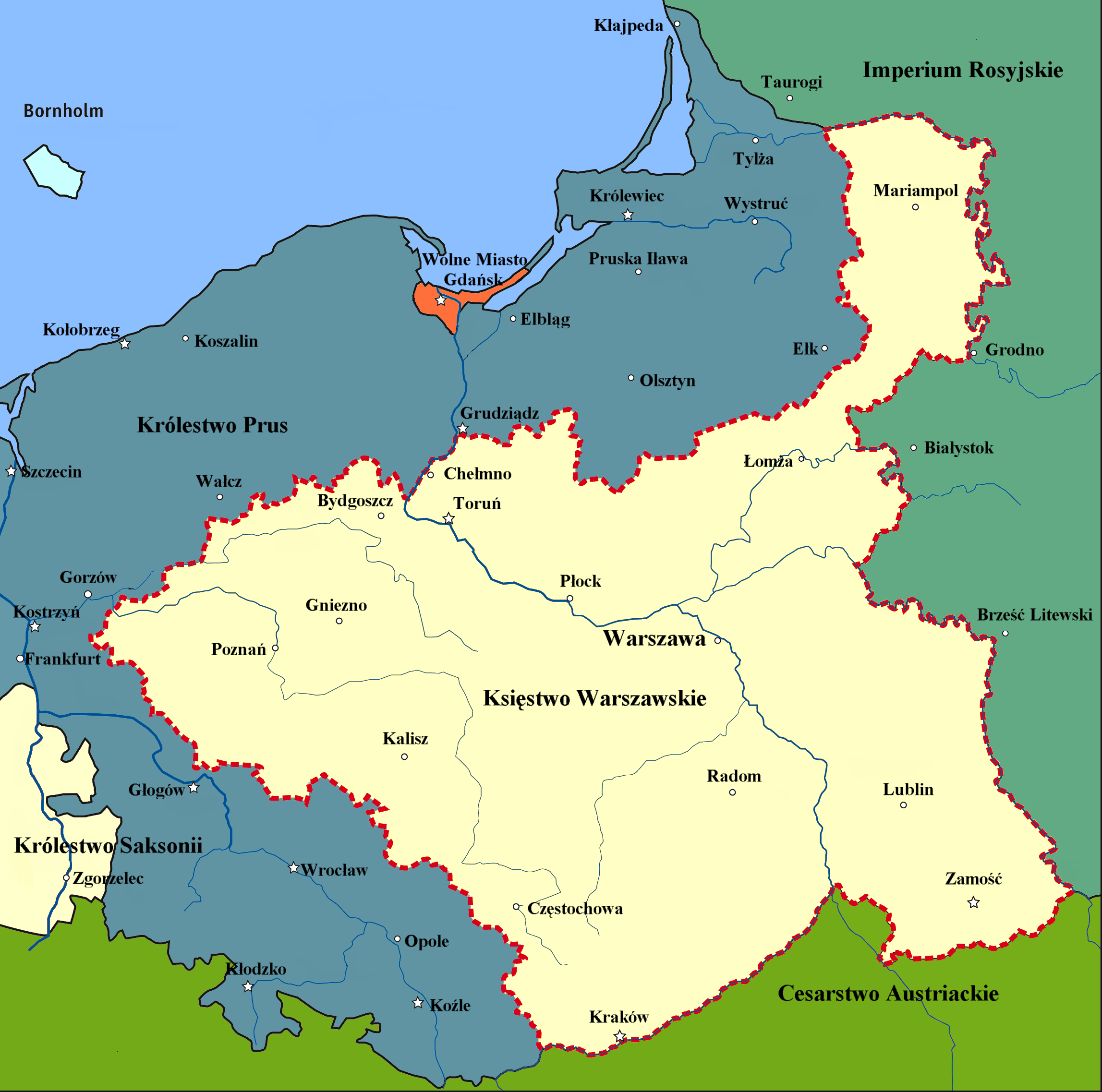
Ducatul Varșoviei creat de Napoleon (1807–1815)

La începutul secolului al XIX-lea, Europa a început să simtă impactul mișcărilor politice și intelectuale, ceea ce însemna că, printre efectele lor, se păstra întrebarea despre Polonia pe ordinea de zi a problemelor internaționale care aveau nevoie de revoluție. Napoleon Bonaparte a stabilit un nou imperiu în Franța în 1804, în urma revoluției din țara respectivă. Refuzul altor puteri de a recunoaște noul statut al Franței a menținut Europa într-un război în următorul deceniu și l-a adus pe Napoleon în conflict cu aceleași puteri est-europene care asaltaseră Polonia în deceniile anterioare. O alianță convenientă a fost rezultatul natural al acestei situații. Legiunile poloneze voluntare s-au atașat de armatele lui Napoleon, în speranța că împăratul ar permite o Polonie independentă și pentru a-și recupera cuceririle sale.
Deși Napoleon a promis mai mult decât a intenționat vreodată pentru cauza poloneză, în 1807 el a creat Ducatul Varșoviei de pe teritoriul prusac, care făcea parte din vechea Polonie și era încă locuit de polonezi. Practic, fiind o marionetă franceză, ducatul nu s-a bucurat decât de un anumit grad de auto-guvernare, iar mulți polonezi au crezut că victoriile lui Napoleon ar putea aduce restaurarea întregii comunități.
În 1809, sub Jozef Poniatowski, nepotul lui Stanislaw August Poniatowski, ducatul a recuperat o parte din teritoriile luate de Austria în cea de-a treia împărțire a Poloniei. Armata rusă a ocupat ducatul în timp ce urmărea să-l scoată pe Napoleon din Rusia în 1813. Cu toate acestea, așteptările polonezilor s-au sfârșit cu înfrângerea finală a lui Napoleon la Waterloo, în 1815. În acordul de pace ulterior Congresului de la Viena, victorioșii autrieci și prusaci au confiscat Ducatul de la Varșovia și au reconfirmat majoritatea condițiilor al ultimei împărțiri a Poloniei.
Deși a fost scurtă, perioada napoleoniană ocupa un loc important în istoria poloneză. O mare parte din legenda și din simbolul de patriotism polonez modern derivă din această perioadă, inclusiv convingerea că independența poloneză este elementul necesar al unei ordini europene juste și legitime. Această convingere era exprimată pur și simplu într-un slogan de luptă: pentru libertatea voastră și a noastră. Mai mult decât atât, curând după a treia împărțire, aspectul Ducatului Varșovia a dovedit că nu venise încă sfârșitul statului polonez. În schimb, mulți observatori au ajuns să creadă că circumstanțele favorabile ar putea elibera Polonia de sub dominația străină.

## Impactul naționalismului și romantismului

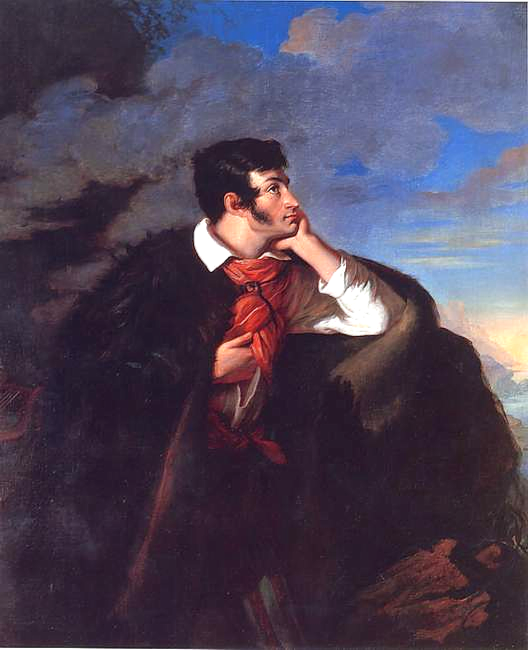
Portretul lui Mickiewicz de Walenty Wańkowicz, din 1828.

Climatul intelectual și artistic de la începutul secolului al XIX-lea a stimulat în continuare creșterea cererilor poloneze de auto-guvernare. În timpul acestor decenii, a luat formă naționalismul modern și s-a dezvoltat rapid pe întregul continent, devenind cea mai atrăgătoare și dinamică doctrină politică a timpului. Subliniind valoarea și demnitatea culturii și lumii moderne, naționalismul a oferit o justificare pentru loialitatea etnică iar romantismul a fost elementul artistic al culturii europene din secolul al XIX-lea, care a exercitat cea mai puternică influență asupra conștiinței naționale poloneze. Mișcarea romantismului a fost un partener al naționalismului politic, fiind un ecou pentru cultura populară și a manifestat un aer general de dispreț pentru ordinea politică conservatoare post-napoleoniene din Europa. Sub această influență, literatura poloneză a înflorit din nou în lucrările unei școli de poeți romantici din secolul al XIX-lea, condusă de Adam Mickiewicz. Mickiewicz s-a concentrat pe teme patriotice și pe trecutul național glorios. Frédéric Chopin, un compozitor măreț al secolului, a folosit istoria tragică a națiunii sale ca o sursă de inspirație.

## Epoca de insurecții nationale
Timp de mai multe decenii, mișcarea națională poloneza a dat prioritate restabilirii imediate a independenței printr-o serie de rebeliuni armate. Grupările insurgente au apărut în parincipal în zona rusească a împărțirii de est, din care aproximativ trei sferturi fusese teritoriu polonez. Dupa Congresul de la Viena, Rusia și-a organizat terenurile sale poloneze într-un Congres Polonez, acordându-le o constituție liberală, cu propria sa aramată și cu autonomie limitată în cadrul imperiului țarist. Cu toate acestea, în anul 1820, guvernarea rusiei a devenit mai abuzivă, creându-se societăți secrete formate de intelectuali în mai multe orașe, pentru a complota o insurecție. În noiembrie 1830, trupele poloneze din Varșovia s-au revoltat. Când guvernul Congresului Poloniei a proclamat solidaritatea cu forțele rebele, a început un război ruso-polonez. Rebelii au solicitat ajutor de la Franța dar au fost ignorați, iar reticența acestora de a elimina iobăgia i-a costat sprijinul țăranimii. Până în septembrie 1831, rușii au opus rezistență polonezilor și a forțat 6.000 de luptători să plece în exil în Franța,  începând o perioadă de represiune dură a activității intelectuale și religioase în toată Polonia. În același timp, Congresul Polonia și-a pierdut constituția și armata.

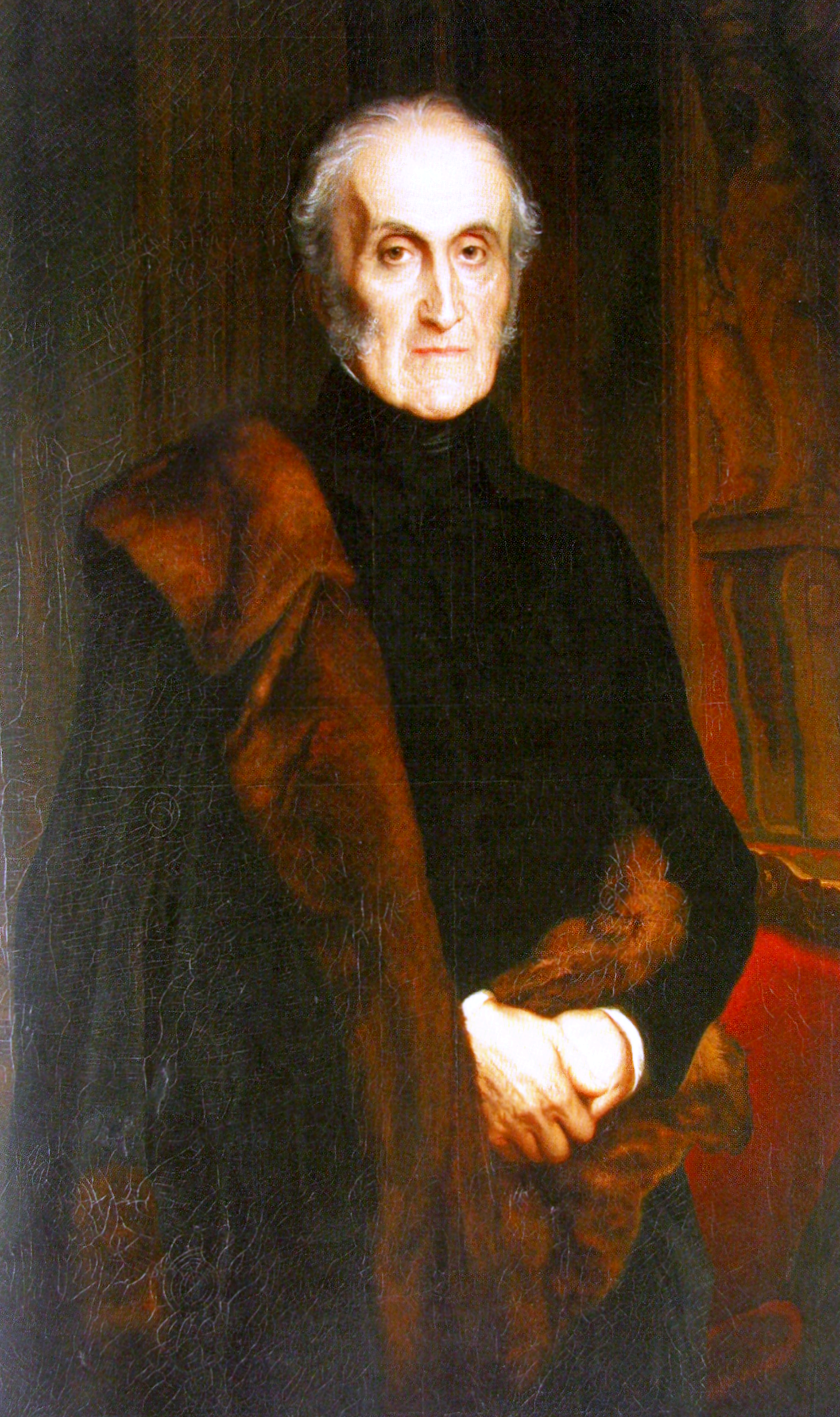
Adam Jerzy Czartoryski

După eșecul revoltei din noiembrie, activitatea conspirativă clandestină a continuat pe teritoriul polonez. O elită politică și intelectuală poloneză exilată și-a stabilit o baza de operațiuni la Paris. Un grup conservator condus de Adam Jerzy Czartoryski (unul din liderii revoltei din noiembrie) s-au bazat pe sprijinul diplomatic străin pentru a restabili statutul Poloniei stabilit în Congresul de la Viena, pe care Rusia l-a încălcat începând din 1819. În caz contrar, acest grup era mulțumit cu o revenire la monarhie și a structurilor sociale tradiționale.   
Facțiunile radicale nu au format niciodată un fron unit cu orice problemă în afară de obiectivul general al independenței. Programele lor insistau ca polonezii să se elibereze prin eforturi proprii și să cupleze independența cu republicanismul în emanciparea iobagilor. Incapacitatea unei diviziuni interne, resursele limitate, supravegherile grele și persecuțiile revoluționare în Polonia, a dus la numeroase pierderi suferite de mișcarea națională poloneză. Mișcarea a susținut un obstacol major în revolta din 1846 organizată în Polonia austriacă de către Societatea Democratică Poloneză, cel mai mare grup naționalist care s-a ridicat. Revolta s-a încheiat într-o luptă sângeroasă, atunci când țăranii au ridicat armele împotriva conducătorului rebelilor dominat de nobili, care a fost considerat a fi un tiran mai rău ca austriecii. Prin subscrierea de represiune militară dură din Austria, revolta eșuată i-a lăsat pe naționaliștii polonezi într-o poziție slabă de a participa la valul de revoluție națională care a traversat Europa între 1848 și 1849. Idealismul încăpățânat al acestor lideri ai revoltei a accentuat liberățile individuale și identității naționale separate, mai degrabă decât instituirea unei republici, o schimbare semnificativă de filizofie politică fără mișcările anterioare.

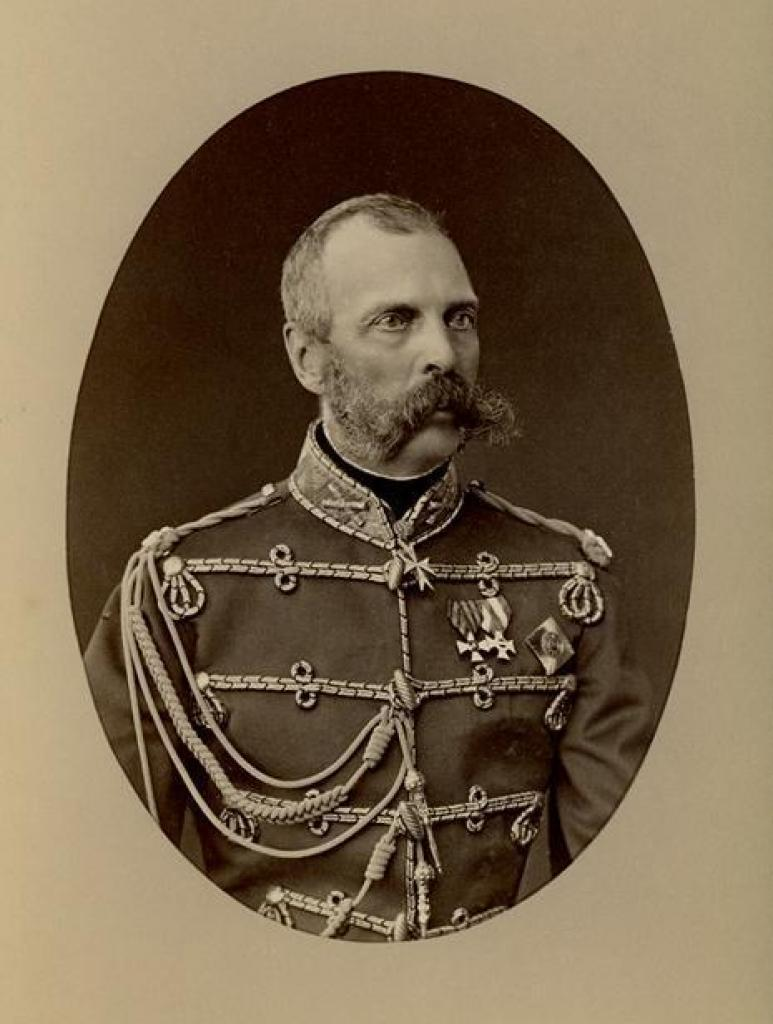
Țarul Alexandru al II-lea. Poză de Sergei Lvovich Levitsky 1881.

Ultima și cea mai tenace revoltă poloneză din mijlocul secolului al XIX-lea a izbucnit în sectorul rus, în ianuarie 1863 (Insurecția poloneză din Ianuarie). În urma înfrângerii dezastroase a Rusiei în războiul Crimeei, guvernul țarului Alexandru al II-lea a adoptat o serie de reforme liberale, inclusiv eliberarea iobagilor pe tot cuprinsul imperiului. Marea impunere a reformelor financiare din Polonia a stârnit ostilitate printre nobili și într-un grup de intelectuali influentați de Karl Marx și liberalul rus Alexander Herzen. Revolta deschisă din ianuarie de către Congresul Poloniei nu a reușit să câștige sprijin extern. După zdrobirea insurecției din august 1864, Rusia a abolit Congresul Poloniei și a revocat separarea statutului terenurilor poloneze, încorporându-le direct ca regiune de vest a Imperiului Rus. Regiunea a fost plasată sub conducerea dictatorială a lui Mihail Muravev, care a devenit cunoscut sub numele de Călăul din Vilnius. Toți cetățenii polonezi au fost asimilați imperiului. Când Rusia a emancipat oficial iobagii polonezi la începutul anului 1864, un act care constituia cel mai important eveniment din istoria poloniei, a scos un punct important a potențialilor revoluționari polonezi.

## Transformarea socială și politică
De-a lungul secolului al XIX-lea, forțele sociale și economice au operat pe terenurile poloneze, oferindu-le un aspect mai modern și modificând modelele tradiționale de viață. În special în Polonia, Rusia și regiunile din Silezia sub controlul german, începuse o scară largă de minerit și fabricație. Această evoluție a accelerat procesul de urbanizare, precum și apariția capitalismului care începuse să reducă importanța relativă a aristocrației în sociatatea poloneză. Un segment considerabial de țărani au abandonat terenurile suprasolicitate. Milioane de polonezi au emigrat în America de Nord și alte destinații, și mai multe milioane au migrat în orașe, pentru a forma noua forță de muncă industrială. Aceste schimbări au stimulat tensiunile sociale. Muncitorii de la oraș au purtat întreaga gamă de greutăți asociate cu capitalismul timpuriu, și atmosfera intens naționalistă a polonezilor și celorlalte popoare rămase în vechea Comunitate a celor Două Națiuni. Mișcarea clasei nobile în orașe a creat o nouă clasă urbană profesională. Cu toate acestea, țăranii care au încercat să se mute în orașe, au găsit toate pozițiile bune deja ocupate de evrei sau germani. Acest lucru a contribuit la tensiunile naționale între polonezi, germani și evrei. În acest moment când populația evreiască din Polonia prusacă a avut tendința de a se identifica și dorea să aparțină Germaniei, în măsura în care, la fel ca și evreii, aveau o perspectivă mai urbanizată și mai cosmopolită.
Aceste trasformări au schimbat fața politică, dând naștere unor noi partide și mișcări care au dominat peisajul polonez pentru secolul următor. Nemulțumirile din clasele de jos, au dus la formarea de partide țărănești și socialiste. Comunismul a câștigat doar o parte marginală, dar o facțiune socialistă mai moderată condusa de Józef Piłsudski a câștigat sprijinul prin intermediul apărării unei independențe poloneze. Din 1905, partidul lui Piłsudski (Partidul Socialist Polonez) a fost cel mai mare partid socialist din întregul Imperiu Rus. Democrația națională a lui Roman Dmowski a devenit liderul dreptului de adoptare a unei doctrine care combina naționalismul cu ostilitatea față de evrei și de alte minorități. 

## Primul Război Mondial
După Primul Război Mondial și după prăbușirea Imperiului Rus, German și Austro-Ungar, Polonia a devenit o republică independentă. Cu toate acestea, poziția geografică a Poloniei între Germania și Rusia a însemnat foarte mult și a dus la pierderi umane și materiale pentru polonezi între 1914 și 1918.

### Războiul și terenurile poloneze
Războiul a împărțit rândurile celor trei imperii de partiționare, asmuțind Rusia în calitate de apărător al Siberiei și ca aliat al Marii Britanii și Franței împotriva celor mai importanți membri ai Puterilor Centrale: Germania și Austro-Ungaria. Această situație i-a condus pe polonezi pe o pârghie politică, ambele părți oferind angajamente de viitoare concesii și autonomie în schimbul loialiății poloneze și a armatei. Austriecii au vrut să includă Congresul Poloniei pe teritoriul lor din Galiția, astfel încât, chiar înainte de război au permis organizarțiilor naționaliste să se formeze acolo (de exemplu, Zwiazek Strzelecki). Rușii au recunoscut dreptul polonez de autonomie și a permis formarea Comitetului Național polonez, care a sprijinit partea rusească. În 1916, încercarea de a câștiga srijinul polonez a Puterilor Centrale și să ridice o armata poloneză, germanii și austriecii au declarat un nou Regat al Poloniei (1916-1918). Noul regat a constat într-o mică parte a vechii Comunități, adică pe teritoriul Congresului Poloniei, deși au fost făcute unele promisiuni cu privire la o viitoare încorporare a orașelor Vilnius și Minsk. Regatul a fost condus de trei regenți, poseda un Parlament și un Guvern, o mică armată și propria monedă (marca poloneză). Regaul Poloniei a fost al patrulea și ultima monarhie din istoria Poloniei.

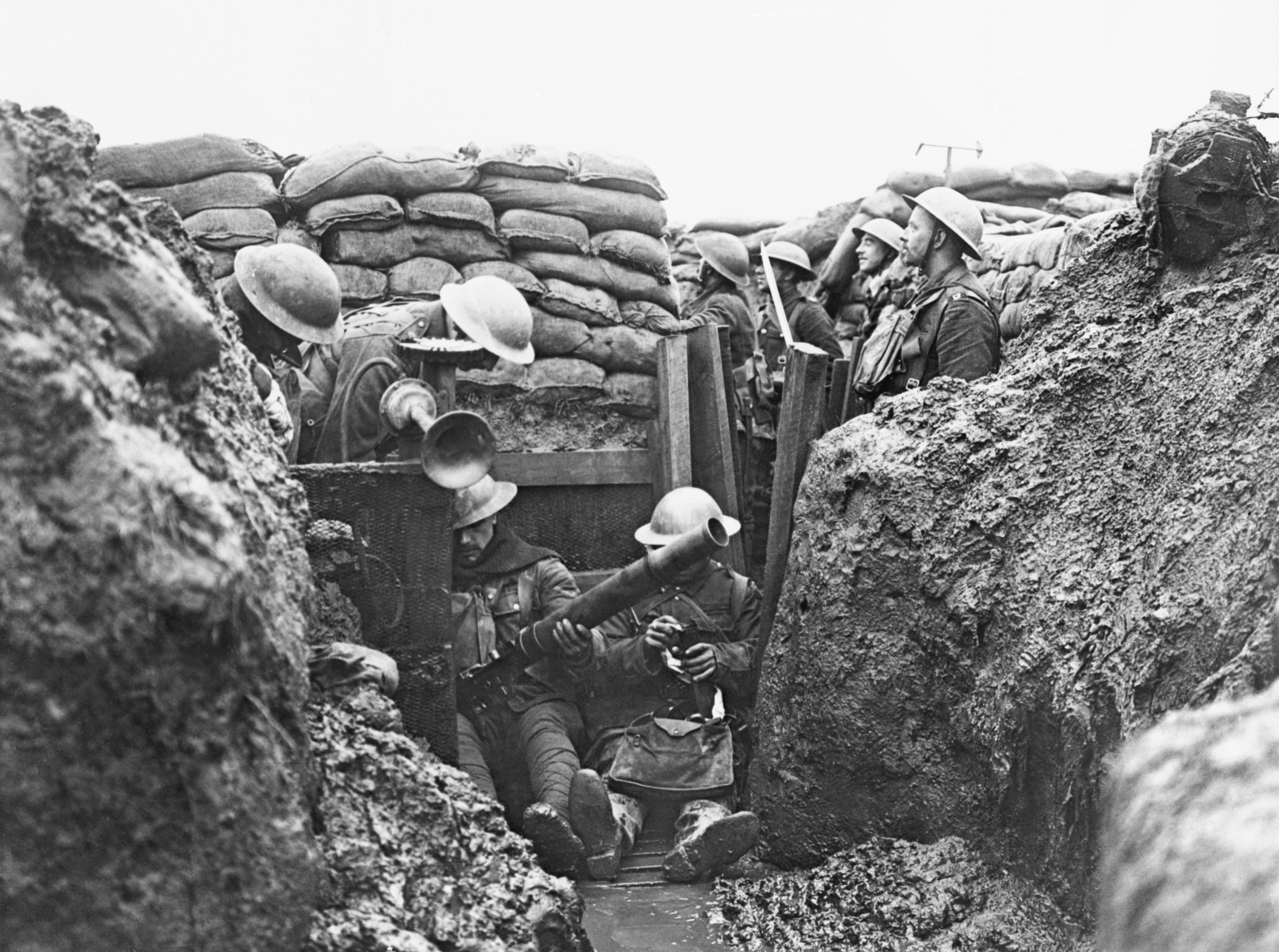
Situaţia inertă pe Frontul de Vest

Pe măsură ce războiul a stabilit un lung impas, problema polonezilor de auto-guvernate a câștigat o importanță și mai mare. Roman Dmowski a petrecut anii războiului în Europa de Vest, în speranța de a convinge aliații să unifice ținuturile poloneze sub conducerea rusă ca un prim pas de eliberare. Între timp, Piłsudski a prezis corect că războiul va ruina toate cele trei teritorii partiționate, o concluzie pe care cei mai mulți oameni o credeau foarte puțin probabilă înainte de 1918. Prin urmare, Piłsudski a format Legiunile poloneze pentru a ajuta Puterile Centrale sa înfrângă Rusia, ca un prim pas spre independența deplină pentru Polonia.
O mare parte din luptele grele pe Frontul de Est a războiului au avut loc pe teritoriul fostului stat polonez. În 1914, forțele rusești au avansat foarte aproape de Cracovia înainte de a fi învinse din nou. Primăvara anului următor, au avut loc lupte grele în jurul orașelor Gorlice și Przemyśl, la est de Cracovia în Galiția. În 1915, teritoriile poloneze au fost jefuite și abandonate de către armata rusă în retragere, încercând să imite politica din 1812. De asemenea, rușii au evacuat și deportat sute de mii de locuitori suspectați de colaborare cu inamicul. Până la sfârșitul anului 1915, germanii au ocupat întregul sector rus, inclusiv Varșovia. În 1916, o altă ofensivă rusească în Galiția a exacerbat situația deja disperată a civililor în zona de război, unde aproximativ 1 milion de refugiați polonezi au fugit spre est, în spatele liniilor rusești. Deși ofensiva rusă din 1916 i-a luat prins surprindere pe germani și austrieci, comunicațiile și logistica slabă i-a impiedicat pe ruși să profite pe deplin de situația lor.
Un total de 2 milioane de militari polonezi au luptat cu armatele celor trei puteri de ocupație, și circa 450.000 au murit. Câteva sute de mii de civili polonezi au fost mutați în lagăre de muncă în Germania. Strategiile de retragere a ambelor părți a lăsat nelocuită o mare parte din zona de război.

### Recuperarea statalității
În 1917, două evenimente separate au schimbat caracterul războiului și au dus spre renașterea Poloniei. Statele Unite au intrat în conflict de partea aliaților, în timp ce un proces de resturnare revoluționară din Rusia a slăbit și i-a scos pe ruși de pe Frontul de Est, aducând în cele din urmă bolșevicii la putere. După ce ultima avansare a rușilor în Galiția a eșuat la mijlocul anului 1917, germanii au trecut la ofensivă din nou. Armata rușilor revoluționari a încetat să mai fie un factor, iar Rusia a fost forțată să semneze Tratatul de la Brest-Litovsk în care ceda toate terenurile poloneze către Puterea Centrală. După ce cuceririle din est au fost asigurate, Germania și Austro-Ungaria a început o politică de creare a unei Europe Centrale și în 5 noiembrie 1917, a promis să creeze un regat al Poloniei după război.
Dezertarea Rusiei din coaliția aliată a dat frâu liber la chemarea lui Woodrow Wilson, președintele american, pentru a trasnforma războiul într-o cruciadă pentru restăpânirea democrației și eliberarea polonezilor și a altor popoare din suzeranitatea Puterilor Centrale. 
Józef Piłsudski a devenit un erou popular atunci când Berlinul l-a închis pentru insubordonare. Aliații au spart rezistența Puterilor Centrale în toamna anului 1918, iar monarhia habsburgică s-a dezintegrat și guvernul imperial german s-a prăbușit. În octombrie 1918, autoritățile poloneze au preluat Galiția și Cieszyn Silezia. În noiembrie 1918, Piłsudski a fost eliberat de către revoluționari și s-a întors în Varșovia. La sosirea sa, pe 11 noiembrie 1918, Consiliul Regent al Regatului Poloniei i-a cedat toate responsabilitățile iar Piłsudski a preluat controlul asupra statului nou creat, ca șef provizoriu de stat. În curând, toate guvernele locale care fuseseră create în ultimele luni ale războiului au promis supunere în fața guvernului central de la Varșovia. Polonia independentă, care fusese absentă de pe harta Europei timp de 123 de ani, renăscuse.
Statul nou creat a constat inițial din fostul Congres polonez, vestul Galiției (cu Lwów asediat de către ucraineni) și cu o parte din Cieszyn Silezia.